# Растолцу Дешерт (Салаж)
Растолцу Дешерт (рум. Răstolțu Deșert) насеље је у Румунији у округу Салаж у општини Агриж. Oпштина се налази на надморској висини од 297 m.

## Становништво
Према подацима из 2002. године у насељу је живело 353 становника.

### Попис2002.
| Расподела становништва по националности 2002.‍ | Расподела становништва по националности 2002.‍ | Расподела становништва по националности 2002.‍ | Расподела становништва по националности 2002.‍ | Расподела становништва по националности 2002.‍ |
| --------------------------------------------- | --------------------------------------------- | --------------------------------------------- | --------------------------------------------- | --------------------------------------------- |
|                                               |                                               |                                               |                                               |                                               |
| Румуни                                        | Румуни                                        |                                               | 292                                           | 83,0%                                         |
| Роми                                          | Роми                                          |                                               | 60                                            | 17,0%                                         |